# Melanodolius testaceicornis
Melanodolius testaceicornis är en stekelart som först beskrevs av Tosquinet 1896.  Melanodolius testaceicornis ingår i släktet Melanodolius och familjen brokparasitsteklar. Inga underarter finns listade i Catalogue of Life.